# Ухов, Владимир Дмитриевич
Владимир Дмитриевич Ухов (09 июня 1912, Егорьевск — 25 марта 1965, Москва) — советский военачальник, генерал-лейтенант танковых войск (1959). Член Ревизионной Комиссии КП Украины в 1961—1965 годах. Депутат Верховного Совета УССР 6-го созыва.

## Биография
Русский. С 1933 года — в Рабоче-крестьянской Красной армии.
Образование высшее военное. Член ВКП(б) с 1940 года.
Участник Великой Отечественной войны с июля 1941. В 1941—1943 г. — штабной командир танковой бригады, помощник начальника штаба бронетанковых и механизированных войск 50-й армии Западного фронта. В 1943—1944 г. — начальник штаба Управления командующего бронетанковых и механизированных войск 3-й армии 1-го Белорусского фронта.
Участник советско-японской войны 1945 года. В августе—сентябре 1945 года служил начальником оперативного отдела штаба Управления командующего бронетанковых и механизированных войск Забайкальского фронта.
После войны продолжил службу на командных должностях в Советской армии. С 30 декабря 1952 по 5 ноября 1956 года — командир 1-й механизированной дивизии в Группе советских оккупационных войск в Германии. 
С апреля 1958 по марте 1961 года — командующий 1-й гвардейской танковой армии Группы советских войск в Германии.
С марта 1961 по март 1963 года — командующий 38-й общевойсковой армии Прикарпатского военного округа.
С декабря 1963 по март 1965 года — первый заместитель командующего войсками Краснознаменного Белорусского военного округа.
Похоронен в Москве на Новодевичьем кладбище.

## Воинские звания
- подполковник
- полковник (1944)
- генерал-майор танковых войск (31.05.1954)
- генерал-лейтенант танковых войск (25.05.1959)

## Награды
- орден Красного Знамени (31.08.1945)
- орден Отечественной войны I степени (6.08.1944)
- орден Отечественной войны II степени (23.01.1944)
- орден Красной Звезды (18.06.1943)
- другие ордена
- медали